# Death Cargo
Death Cargo est un jeu vidéo de combat développé et édité par Necrostorm, sorti en 2014 sur Windows. Repéré lors de son annonce par plusieurs sites spécialisés, le jeu ne donne pas de nouvelles pendant un long moment,. Il finit par sortir dans un état quasiment injouable en raison de bugs. Le jeu est considéré comme un « nanar du jeu vidéo ».

## Accueil
- Canard PC : 0/10[3]
- Gamekult : 3/10[4]